# 木野雅之
木野 雅之（きの まさゆき、1963年6月1日 - ）は、日本のヴァイオリン奏者。東京都清瀬市出身。

## 経歴
4歳からヴァイオリンを始め、日比野愛次に師事した。桐朋学園「子供のための音楽教室」に入室し、篠崎功子、西川重三の教えを受ける。
1982年、桐朋女子高等学校音楽科を卒業し、ロンドンのギルドホール音楽演劇学校に留学、イフラ・ニーマンに薫陶（くんとう）を受ける。卒業後はナタン・ミルシテイン、ルッジェーロ・リッチ、イヴリー・ギトリスを師とあおいだ。
1984年、本格的な演奏活動を開始。1988年、ギトリスと共演した公演は、フランスとスペインでテレビ放映された。日本では名古屋フィルハーモニー交響楽団のコンサートマスターを経て、日本フィルハーモニー交響楽団のコンサートマスターを務め、2002年から同団のソロコンサートマスターに就いた。本拠地は2013年時点でロンドンと東京に構えた。
協奏曲のレパートリーは40曲におよび、ロイヤル・フィルハーモニー管弦楽団、ベルリン交響楽団、ポーランド国立放送交響楽団、モスクワ放送交響楽団、ロンドン・モーツァルト管弦楽団、アルトゥール・ルービンシュタイン・フィルハーモニー、エネスコ管弦楽団、グレーターパームビーチ交響楽団などのオーケストラと共演を重ねている。また、サンレモ、オールドバラ、オウルンサロ、インターリンク等国際音楽祭への参加も多く、BBC（英国）、ラジオ・フランス、RAI（イタリア）、RTSI（スイス）のテレビ・ラジオに出演、海外での活動も行っている。
2001年には、東京にてコンサート「パガニーニの魅力」を主催。パガニーニが弾いていた当時と同じサイズのオーケストラを組織し、全てパガニーニの作品でプログラムし、ソロヴァイオリンは通常より調弦を高くして演奏する演奏会で、テレビ朝日ブロードバンド・ライブサイトにて放映された。
2003年7月にはフランス・カシス音楽祭にてイヴリー・ギトリス、ルッジエーロ・リッチ、マルタ・アルゲリッチと共演。
日本フィルハーモニー交響楽団演奏会では、協奏曲の独奏者として演奏することも多い。オクタヴィアレコード他よりCDも発売されている。
室内楽奏者としても国際的に活躍しており、弦楽四重奏のルガーノ・カルテット、ピアノ三重奏のトリオ・ミンストレルに参加する。近年はピアソラ作品も頻繁に演奏しており、バンドネオン奏者の啼鵬とも共演がある。
パガニーニやサラサーテ、イザイ等の難曲をいとも簡単に弾いてしまうヴィルトゥオーソタイプのヴァイオリニストとして、人気を博している。また、隠れたヴィルトゥオーゾピースなどのヴァイオリン曲を発掘し紹介することにも力を入れており、パガニーニ作曲「カプリス第25番」の出版を始め、ヴァイオリン楽譜の監修も務める。
1997年から2024年まで夏季は長野県白馬村にてセミナーを開き、2008年から三重県志摩市合歓の郷でマスター・クラスを開催し、また、桐朋学園大学、武蔵野音楽大学、東京音楽大学の講師として、後進の指導・育成にも力を励む。2013年より東京音楽大学教授。自らの経験に基づき、特定の系譜にとらわれない指導を行うため、桐朋学園や武蔵野音大だけでなく、東京芸術大学、相愛大学、愛知県立芸術大学やそれらの附属高校などの生徒を始め日本全国や欧州にも幅広く教え子がいる。誌上レッスンは『レッスンの友』（レッスンの友社）において、「ヴァイオリン・レッスンルーム 巨匠の伝言」を連載。同社から映像レッスンDVDを出している。

## 使用楽器
使用楽器は恩師ルッジェーロ・リッチから譲り受けた1776年製ロレンツォ・ストリオーニ。他に、ジュゼッペ・アントニオ・ロッカも所有している。メインの使用弓はドミニク・ペカット。

## 受賞歴
- 1977年 第31回全日本学生音楽コンクール中学生の部第1位[17]。
- 1980年 日本音楽コンクールに入賞。
- 1983年 第2回ロドルフォ・リピツァー賞ヴァイオリン・コンクール第1位[18][19]。
- 1984年 カール・フレッシュ国際ヴァイオリン・コンクールで第2位[18]、スミス賞。
- 1985年 ユーディ・メニューイン国際コンクール第1位、サロン音楽特別賞。
- 1987年 ロイヤルオーケストラ協会シルバーメダルを受賞。
- 1990年 第6回パーム・ビーチ招待国際ヴァイオリン・コンクール第1位。

## 著作物
発行順。
- 片桐卓也（編）「10：木野雅之」『音楽の友』第56巻、1998年1月、113–115頁、ISSN 0289-3606、OCLC 5171482099、2025年2月8日閲覧。
- 木野 雅之「第75回：左手・指のストレッチ アンリ・ビュータン：バラードとポロネーズ（2）」『ストリング』第22巻、2007年2月、128-。
- 木野 雅之「第77回：歌い方のポイント アンリ・ビュータン：バラードとポロネー（4）」『ストリング』第22巻、2007年4月、114-。
- 木野 雅之「最終回：歌い方のポイント アンリ・ビュータン：バラードとポロネーズ（6）」『ストリング』第22巻、2007年6月、95-。
- 木野雅之「ヴァイオリニスト 木野雅之さん」『ストリング』第22巻6（通号249）、48–54頁。

音源
- 『黙示 / Mokushi』（CD）フォンテック、東京、1998年、1998頁。 音楽、言語コンテンツなし
- Nikolay Rimsky-Korsakov ; 演奏：木野雅之（VN）; 小林研一郎（指揮）; 日本フィルハーモニー交響楽団『交響組曲「シェエラザード」作品35 他』（CD）オクタヴィア・レコード、2001年。OCLC 840019450。 、言語コンテンツなし。
  - 音楽CD1枚（65分）、収錄：2001年5月。

- （1）スペイン奇想曲op.34
- （2）交響組曲「シェエラザード」op.35

- 『木野雅之&花房晴美デュオ・リサイタル Masayuki Kino & Harumi Hanafusa duo recitalの表紙画像』（CD）日本アコースティックレコーズ, [Tokyo], 2010.6、2010年6月。OCLC 835942045。
- 浦壁信二、山崎伸子、石桁真礼生、砂崎知子、三輪郁、木野雅之、寺嶋陸也、瀬山詠子 ほか『黙示 / Mokushi』野口龍 ; 吉田円 ; 神谷百子 ; 土田英介 ; 河野文昭 ; 永島義男。
  - 別題『Masayuki Kino & Harumi Hanafusa duo recital / Kino masayuki & Hanafusa harumi dyuo risaitaru』
  - 音楽CD1枚 : ディジタル、ステレオ ; 12 cm + 解説書、言語コンテンツなし。

- チェロ・ソナタ第2番：1950（1964改訂）（01837) 石桁真礼生
- 黙示:箏独奏による：1973（01136）石桁真礼生
- 黙示:ヴァイオリンとピアノによる：1975(01615) / 石桁真礼生
- ポエティク「喪服」:第II部：1964（1972年改訂）（02440) / 石桁真礼生

- 伊福部 昭『譚 Tan-Akira Ifukube orchestral works : 初期管弦楽』（CD）（アナログマスター・リエディット版）King Record、Tokyo、2015年9月。